# Natàlia Petrovna
La gran duquessa Natàlia Petrovna Romànov fou la filla més petita de Pere el gran i la seva segona esposa Caterina I de Rússia. Natàlia va néixer el 31 d'agost de 1718 i va morir el 15 de març de 1725.